# Dépression de la Tchitinka-Ingoda
La dépression de la Tchitinka-Ingoda (en russe : Чити́но-Ингоди́нская впа́дина, Tchitino-Ingodinskaïa vpadina) est une dépression du kraï de Transbaïkalie, en Russie. 

## Géographie
La dépression de la Tchitinka-Ingoda est l'une des plus grandes dépressions de Transbaïkalie, située administrativement dans le kraï de Transbaïkalie, en Russie. Cernée au nord et nord-ouest par les monts Iablonovy et au sud et sud-ouest par les monts Tcherski, elle se compose de deux parties. La partie la plus longue est la vallée de l'Ingoda, sur plus de 190 km, tandis que l'autre est celle de la Tchitinka, sur plus de 70 km.    
Longue de plus de 260 km au total, les deux parties se rejoignent en périphérie de la ville Tchita, ville où se trouve la confluence de la Tchitinka dans l'Ingoda. L'extrémité sud-ouest se situent au niveau des villages de Novossalia et de Chebartouï 2e, tandis que le début de la vallée de la rivère Sakhaltoukan, affluent droit de la Tchitinka, en est l'extrémité nord-est.   